# Christian Morgenstern (maler)
 For alternative betydninger, se Christian Morgenstern. (Se også artikler, som begynder med Christian Morgenstern)
Christian Ernst Bernhard Morgenstern (29. september 1805 i Hamborg - 27. februar 1867 i München) var en tysk maler og raderer, farfar til digteren Christian Morgenstern.
Morgenstern, søn af en miniaturmaler, uddannet under Bendixen samt på Københavns Kunstakademi og på studierejser i Norge, virkede i sin fødeby og i München. Her fik han væsentlig indflydelse på landskabsmaleriet; fra det Rottmannske romantiske Alpelandskab gik han over til luft- og lysstudier fra de fladere egne omkring München, og blev ved sin friske naturfølelse en repræsentant i Tyskland for Barbizon-skolen; adskillige af hans stemningsfulde arbejder er månelandskaber. Morgenstern er rigt repræsenteret i Hamborgs Kunsthalle; Städelske Museum i Frankfurt ejer Månen står op over havet, Münchens nye Pinakotek Søstorm o. s. fr. Blandt hans elever mærkes den danskfødte Xylander.